# Mysidopsis robusta
Mysidopsis robusta är en kräftdjursart som beskrevs av Brattegard 1974. Mysidopsis robusta ingår i släktet Mysidopsis och familjen Mysidae. Inga underarter finns listade i Catalogue of Life.